# Robert Shaw (skådespelare)
Robert Archibald Shaw, född 9 augusti 1927 i Westhoughton i Lancashire (i nuvarande Greater Manchester), död 28 augusti 1978 i Tourmakeady i County Mayo, var en brittisk skådespelare, författare och dramatiker.

## Biografi
Robert Shaws far var en alkoholiserad läkare som begick självmord när Shaw var tolv år gammal. Shaw studerade vid RADA (Royal Academy of Dramatic Art) och gjorde scendebut 1949 med Shakespeare Memorial Theatre i Stratford-upon-Avon.
Robert Shaws filmdebut kom 1955 i De flögo österut. Han nominerades för en Oscar 1966 för sin roll som Henrik VIII i En man för alla tider. I mitten på 1970-talet blev han plötsligt superkändis och högavlönad stjärna i populära filmer som Hajen (1975) och Djupet (1977).
Shaw var gift tre gånger, bland annat åren 1963–1975 med skådespelaren Mary Ure. Han avled, 51 år gammal, av en hjärtattack.

## Filmografi i urval
- 1955 – De flögo österut
- 1963 – Vicevärden
- 1963 – Agent 007 ser rött
- 1966 – En man för alla tider
- 1967 – Slaget vid Little Big Horn
- 1969 – Slaget om England
- 1970 – Den långa flykten
- 1973 – Blåsningen
- 1974 – Pelham 1-2-3 kapat
- 1975 – Hajen
- 1976 – Robin Hood – äventyrens man
- 1977 – Djupet
- 1978 – Styrka 10 från Navarone

### Utgivet på svenska
- Gömstället 1961
- Soldoktorn 1963

## Priser och utmärkelser
- Hawthornden Prize 1962 för The Sun Doctor